# نادي الجيش الوطني الرواندي
نادي الجيش الوطني الرواندي لكرة القدم (بالفرنسية: Armée Patriotique Rwandaise Football Club)‏ هو نادي كرة قدم رواندي من العاصمة كيغالي. يلعب الفريق أغلب مبارياته على ملعب أماهورو. تأسس نادي الجيش الرواندي في يونيو 1993. على الرغم من تاريخه القصير، يعتبر الفريق من أكثر الأندية الرواندية تقدما ونجاحا وقد حصل على سبعة ألقاب بالدوري المحلي وكأس كيسافا للأندية في عام 2004.

## وصلات خارجية
- وصلات خارجية